# فرانك كولون
فرانك كولون (بالإنجليزية: Frank Colón)‏ هو موسيقي أمريكي، ولد في 13 أكتوبر 1951 في واشنطن العاصمة في الولايات المتحدة.

## وصلات خارجية
- الموقع الرسمي